# عبد المنعم الحفني
الدكتورعبد المنعم الحفني، كاتب وأكاديمي مصري، يحمل درجة الدكتوراه في الفلسفة.

## السيرة الذاتية
ولد الدكتورعبد المنعم الحفني في مصر، و هو كاتب وأكاديمي مصري، يحمل درجة الدكتوراه في الفلسفة. تجاوزت أعمالة المائة والستين كتابا معظمها من الموسوعات والكتب المحققة. يكتب عبد المنعم الحفني في مواضيع متعددة منها الفلسفة و علم النفس و تفسير الأحلام و الدين. 

## أعمال الكاتب[1][3]
- موسوعة علم النفس والتحليل النفسي.
- المعجم الموسوعي للتحليل النفسي.
- موسوعة الطب النفسي (في جزءين).
- موسوعة أعلام علم النفس.
- موسوعة مدارس علم النفس.
- موسوعة علم النفس في حياتنا اليومية.
- التحليل النفسي للأحلام.
- تفسير الأحلام لفرويد.
- ما فوق مبدأ اللذة لفرويد.
- مايكل أنجلو لفرويد.
- الحب والحرب والموت والحضارة لفرويد.
- موسى والتوحيد لفرويد.
- تعبير الرؤيا لأرطميدورس الإفسي.
- تعبير المنام لعمر الخيام.
- موسوعة الفلسفة.
- المعجم الشامل لمصطلحات الفلسفة.[4]
- الموسوعة الصوفية.
- المعجم الصوفي.
- موسوعة فلاسفة ومتصوفة اليهودية.
- رابعة العدوية إمامة المحزونين والعاشقين.
- عمر الخيام والرباعيات.
- موسوعة الفرق والمذاهب والجماعات الإسلامية.
- فرق الشيعة للنوبختي والقمي.
- البراهين العقلية على وجود الله.
- التعريفات للجرجاني.
- موسوعة أم المؤمنين عائشة بنت أبي بكر.
- عالم بلا يهود.
- تجليات في أسماء الله الحسنى.
- الدعاء إلى الله.
- الموسوعة النفسية الجنسية.
- موسوعة القرآن الكريم.